# Sołtysia Płaśnia
Sołtysia Płaśnia – położona na wysokości 1240–1255 m rówień na południowo-wschodnim ramieniu Przedniej Kopy Sołtysiej w polskich Tatrach Wysokich. Czasami błędnie nazywana jest Halą Sołtysią Wyżnią. Przez górali nazywana była po prostu Płaśnią, nazwę sołtysia dodano na mapach i w literaturze dla odróżnienia od innych płaśni. Znajduje się powyżej Sołtysich Szałasisk. Dawniej na obydwu tych rówienkach stały szałasy pasterskie i obydwie należały do hali Kopy Sołtysie. W aktach z XVII wieku jako jedno z pastwisk wsi Biały Dunajec wymieniony jest Szałas Wysny, prawdopodobnie chodzi tutaj o Sołtysią Płaśń.
Po utworzeniu Tatrzańskiego Parku Narodowego wypas na hali Kopy Sołtysie został całkowicie zlikwidowany i trawiaste tereny tej hali w wyniku samorzutnej sukcesji wtórnej zaczęły zarastać lasem. Marcin Bukowski w 2009 r. badał dynamikę zarastania polan tatrzańskich i stwierdził, że sąsiednie Sołtysie Szałasiska już w 75% zarosły lasem. Należy przypuszczać, że na sąsiedniej, położonej na tym samym grzbiecie Płaśni sytuacja jest bardzo podobna.